# Wilhelmina Lagerholm
Wilhelmina Catharina Lagerholm (Örebro, 25 mars 1826 – Stockholm, 19 juin 1917) est une peintre suédoise et une des premières femmes photographes professionnelles.

## Biographie
Après avoir d'abord étudié et pratiqué la peinture, Wilhelmina Lagerholm se tourne principalement vers la photographie en 1862, ouvrant un studio à Örebro dans le centre de la Suède.

## Galerie

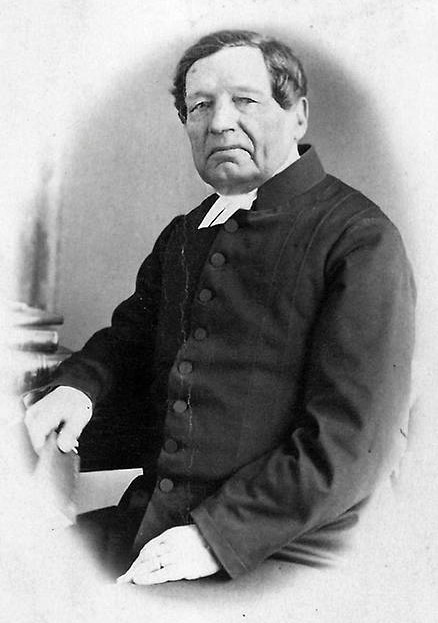
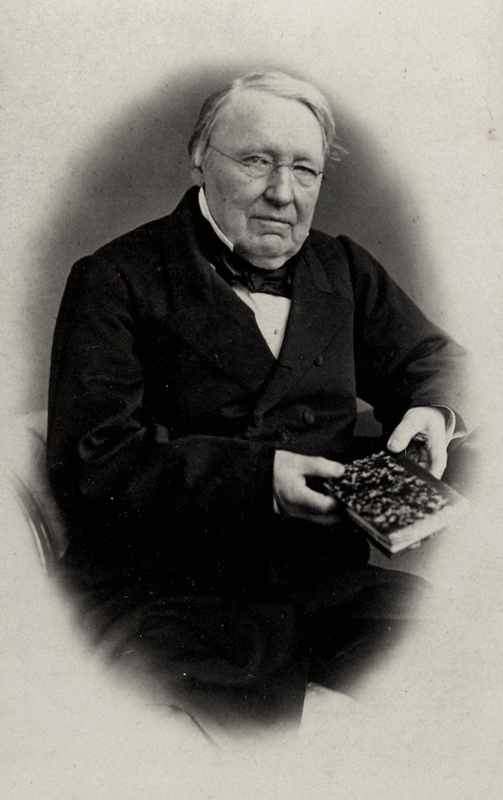
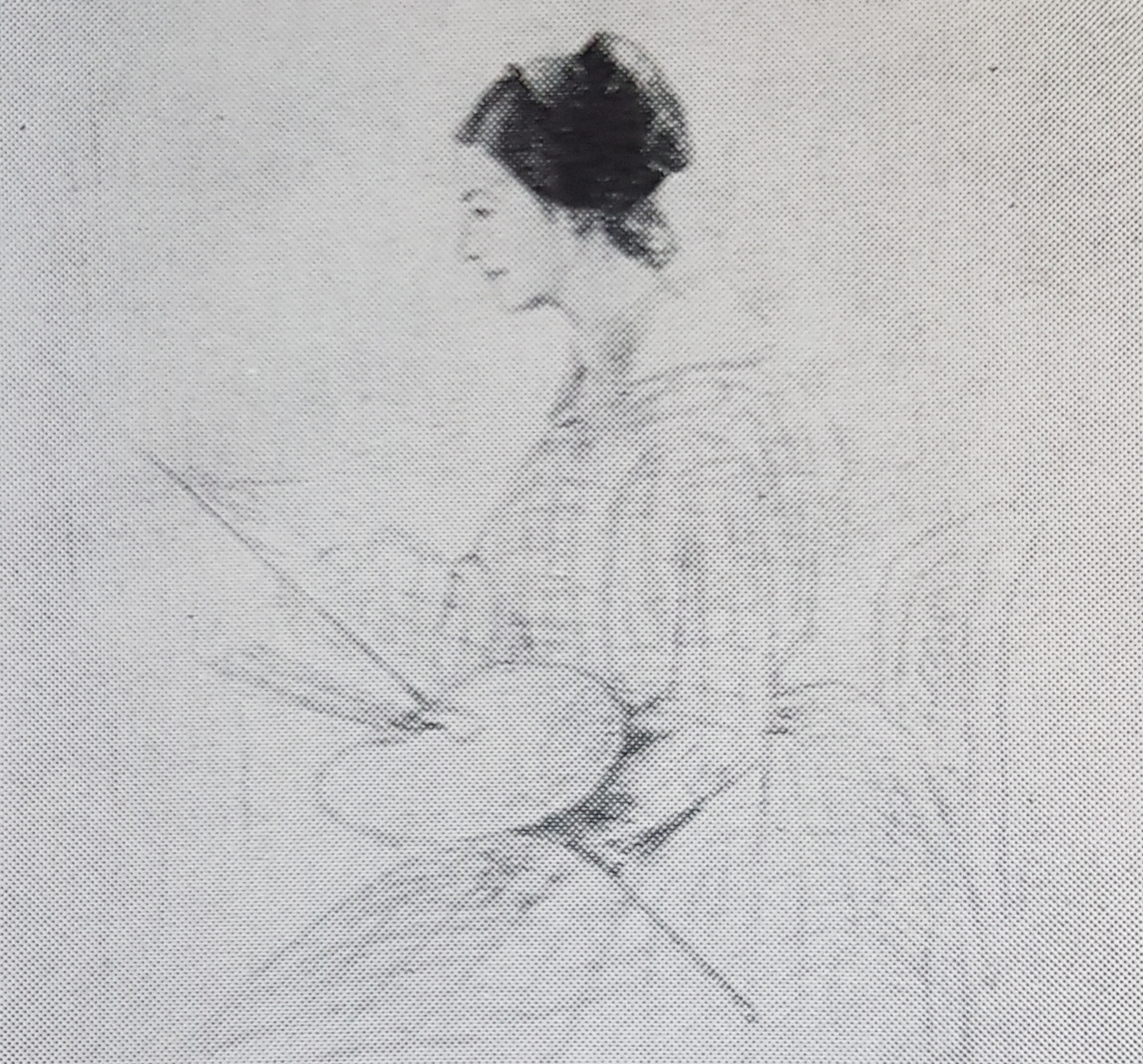
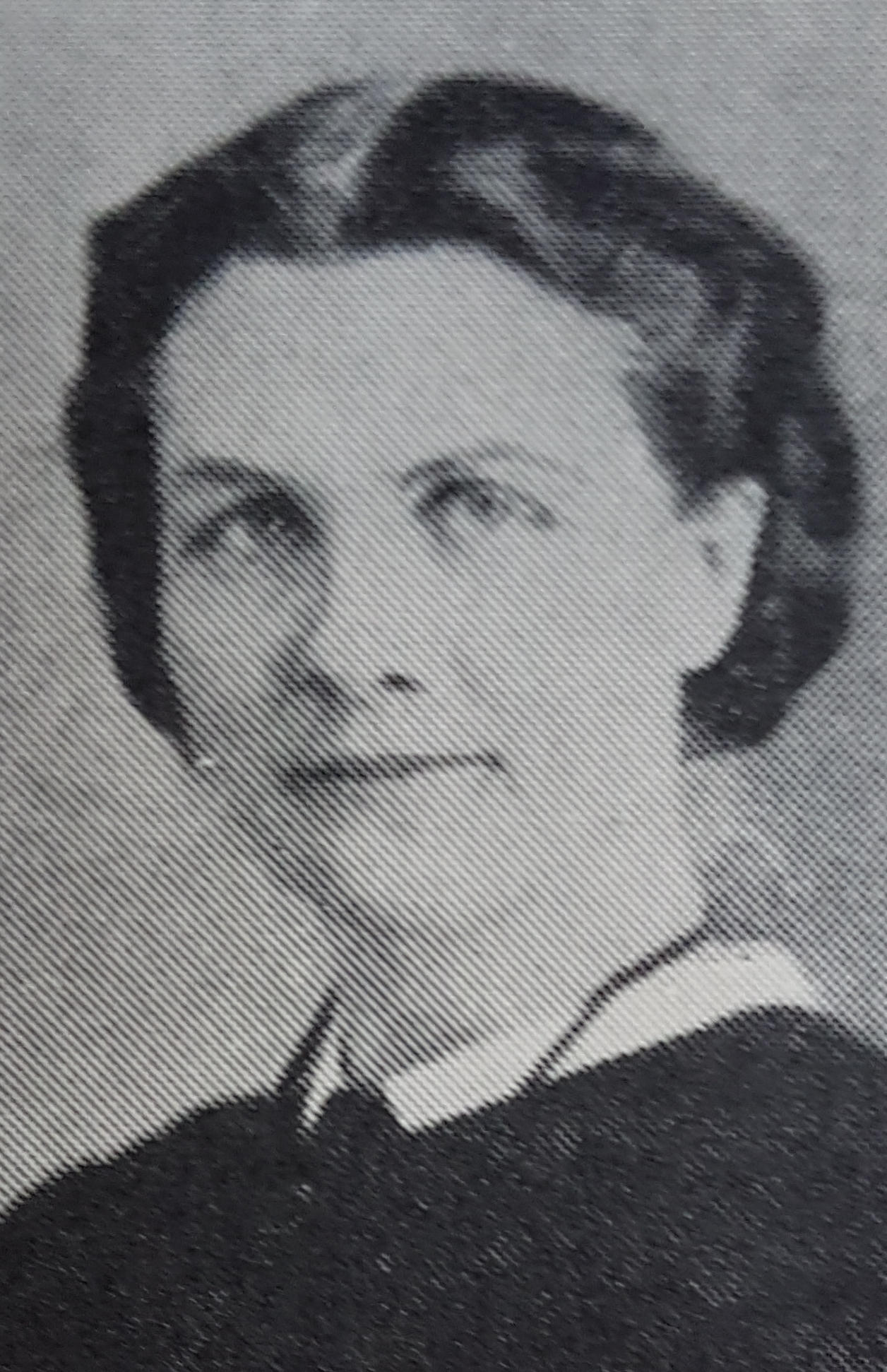

## Source
- (en) Cet article est partiellement ou en totalité issu de l’article de Wikipédia en anglais intitulé « Wilhelmina Lagerholm » (voir la liste des auteurs).